# Weigelshofen
Weigelshofen is een plaats in de Duitse gemeente Eggolsheim, deelstaat Noordrijn-Westfalen, en telt 350 inwoners.